# Immerstill

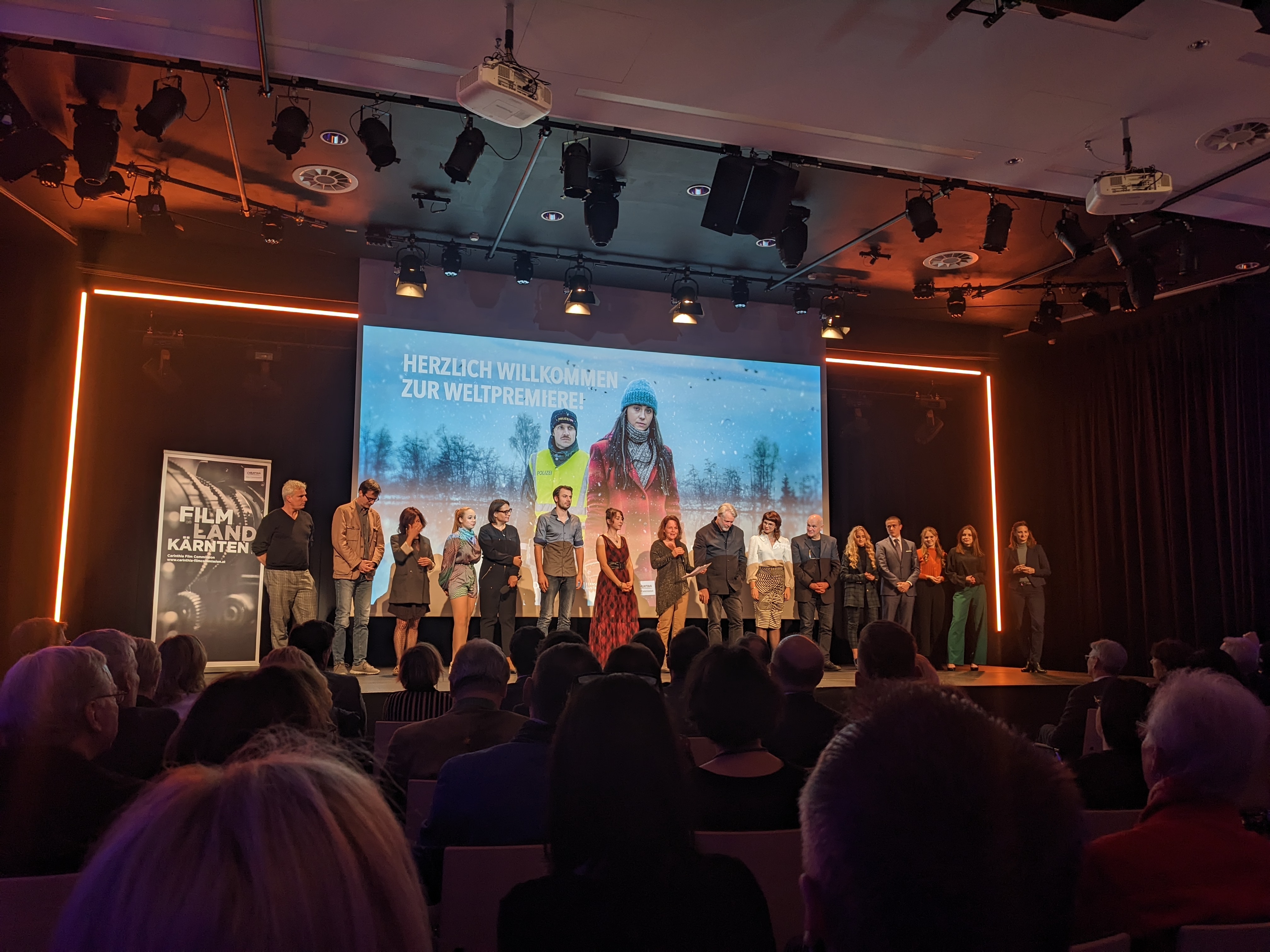
Darsteller des Films Immerstill bei der Premiere im Casino Velden, in der Mitte die Regisseurin Eva Spreitzhofer.

Immerstill ist ein österreichischer Fernsehfilm aus der Landkrimi-Filmreihe aus dem Jahr 2023 von Eva Spreitzhofer mit Christina Cervenka und Michael Glantschnig. Das Drehbuch von Wolf Jakoby und Eva Spreitzhofer basiert auf dem gleichnamigen Roman von Roman Klementovic. Es handelt sich nach Wenn du wüsstest, wie schön es hier ist (2015) und Waidmannsdank (2020) um den dritten Landkrimi aus Kärnten. Die Erstausstrahlung im ORF war am 17. Jänner 2023. Auf Flimmit wurde der Film am 10. Jänner 2023 veröffentlicht. Die Vorpremiere fand am 16. Jänner 2023 im Casineum Velden statt. Im ZDF ist der Film erstmals am 22. Mai 2023 gezeigt worden.

## Handlung
Die aus dem Dorf Immerstill stammende Lisa Schiller betreibt einen Cupcake-Laden in Wien. Nachdem ihre jüngere Schwester Marie und deren Freundin Natalie verschwunden sind, kehrt sie in ihren Heimatort zu ihrem Vater Valentin, der inzwischen mit Andrea Hafner liiert ist, und ihrer Tante Hannelore zurück, um dort nach den beiden Vermissten zu suchen. Zwei Wochen zuvor waren Markus und Kathi aus Immerstill ebenfalls verschwunden. Die Eltern von Markus hatten allerdings eine SMS erhalten, dass sie zusammen nach Neuseeland auswandern.
Den Polizisten Patrick Pollanc, ihrem Ex-Freund, und dessen Vater Jani wirft Lisa Untätigkeit vor. Bei einer gemeinsamen Suchaktion der Polizei, von Bürgermeister Steharnig und einiger Dorfbewohner wird Natalie tot in den Auen der Drau gefunden. Von Lisas Schwester Marie fehlt weiter jede Spur. Ein Jahr zuvor wollte Nathalie Markus anzeigen. Der Polizei erzählt Traude, dass ihr Sohn Markus genauso aggressiv und gewalttätig sei wie ihr Mann Karl. Traude fürchtet, dass ihr Sohn Kathi oder Marie etwas angetan haben könnte.
Aus dem Tagebuch von Marie erfährt Lisa, dass Marie und Kathi seit einigen Wochen ein Liebespaar waren. Die Obduktion ergibt, dass Natalie Wieser ertrunken ist. Außerdem hatte sie eine Schädelfraktur, die aber nicht die Todesursache war. Jemand dürfte sie bewusstlos ins Wasser geworfen haben. Lisa findet in der Autowerkstatt ihres Vaters ein Haarband, sie vermutet, dass es Kathi gehört. Das Mobiltelefon von Markus Feinig wurde zuletzt bei Valentins Werkstatt geortet.
Im Keller des Hauses von Hubert Lipus finden Hannelore und Lisa den Reisepass von Huberts Frau Renate, den er ihr abgenommen hatte. Renate wollte ihren Mann wegen häuslicher Gewalt verlassen, am nächsten Tag war sie verschwunden. Eine Anzeige gegen ihren Mann hatte sie zurückgezogen. Hubert gibt an, nicht zu wissen, wo seine Frau ist. Marie wird einige Zeit später schwach, aber unverletzt aufgefunden, kann sich aber an nichts mehr erinnern.
Polizistin Susanne findet auf einer Videoaufnahme eines Faschingsfests einen Tag vor dem Verschwinden von Marie und Natalie, dass Hannelore gemeinsam mit den beiden das Fest um Mitternacht verlassen hatten. Hannelore gibt zu, dass die beiden die ganze Zeit bei ihr waren. Hannelore wollte damit erreichen, dass nach den beiden sowie Renate im Haus von Lipus gesucht wird. Der Tod von Natalie war ein Unfall, sie war im Streit mit dem Kopf aufgeschlagen, Hannelore hatte sie anschließend ins Wasser geworfen, weil sie angenommen hatte, dass sie bereits tot war.
Auf dem Haarband, das Lisa in der Werkstatt gefunden hatte, war Blut, allerdings nicht von Kathi, sondern von Markus. Am Dachboden der Werkstatt wird Kathi unverletzt aufgefunden. Nachdem Markus gegen Kathi gewalttätig wurde, hatte sie ihn mit einem Metallrohr erschlagen. Valentin hatte Kathi anschließend bei sich versteckt. Für sie hatte er einen Oldtimer restauriert, mit dem Erlös aus dessen Verkauf wollte er ihr das Auswandern nach Neuseeland ermöglichen. Die Leiche von Markus hatte Valentin zum Schrottplatz gebracht.

## Produktion und Hintergrund
Die Dreharbeiten fanden vom 16. November bis zum 16. Dezember 2021 statt, gedreht wurde in Kärnten. Drehorte waren unter anderem Völkermarkt, Diex, Kleindorf, Rakollach, Duell, Globasnitz, St. Michael, Gablern und Rinkenberg.
Produziert wurde der Film von der Graf Filmproduktion GmbH (Produzent Klaus Graf, Herstellungsleitung Livia Graf), beteiligt waren der Österreichische Rundfunk und das ZDF, unterstützt wurde die Produktion vom Fernsehfonds Austria und der Carinthia Filmcommission (Land Kärnten).
Die Kamera führte Eva Testor, die Montage verantwortete Julia Drack und das Casting Nicole Schmied. Das Kostümbild gestaltete Martina List, das Szenenbild Martin Reiter und Andreas Sobotka, den Ton Bertram Knappitsch und Tong Zhang und das Maskenbild Birgit Beranek und Leonie Dreier.
Im Gegensatz zum Roman von Roman Klementovic, der an der tschechisch-slowakischen Grenze verortet ist, wurde der Film in Südkärnten gedreht. Autor Klementovic hat einen kurzen Auftritt im Film, ebenso die Regisseurin Eva Spreitzhofer als Ärztin im Krankenhaus. Das Lied Erstarrung aus dem Liederzyklus Winterreise von Franz Schubert wurde von Clara Frühstück und Oliver Welter interpretiert.

## Rezeption
Der Film wurde bei Erstausstrahlung im Jänner 2023 im ORF von bis zu 822.000 und durchschnittlich 804.000 Zusehern verfolgt, der Marktanteil betrug 29 Prozent. Damit lag der Film auf Platz 4 im Landkrimi-Ranking.
Tilmann P. Gangloff bewertete den Film auf tittelbach.tv mit vier von sechs Sternen. Das gleich zu Beginn erklingende Lied Erstarrung aus Franz Schuberts Zyklus Winterreise setze das passende Vorzeichen für diesen atmosphärisch sehr dichten Krimi, die frostigen Winterbilder passen perfekt zur düsteren Geschichte.
Oliver Armknecht vergab auf film-rezensionen.de fünf von zehn Punkten. Die zur Melancholie neigende stimmungsvolle Atmosphäre sei gelungen, dazu gebe es tolle Bilder. Spannend sei das hingegen weniger, der Fall zudem umständlich konstruiert.

## Auszeichnungen und Nominierungen
Romyverleihung 2023
- Nominierung in der Kategorie Entdeckung weiblich (Christina Cervenka)[16]
- Auszeichnung in der Kategorie Beste Kamera TV/Stream (Eva Testor)[17]